# Pedro Fernández Pecha

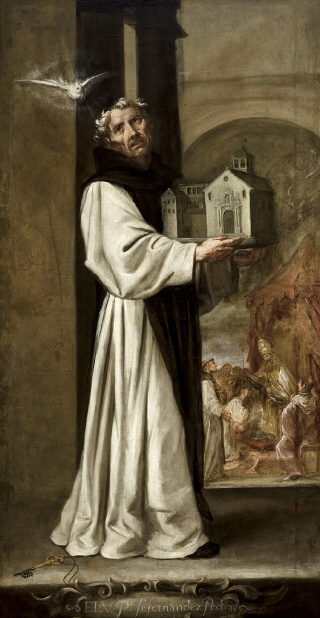
Fray Pedro Fernández Pecha por Juan de Valdés Leal, óleo sobre lienzo, 243 x 126 cm, Sevilla, Museo de Bellas Artes de Sevilla. Inspirado por el Espíritu Santo, el monje jerónimo aparece con la maqueta de un templo en los brazos como fundador y con unas disciplinas a los pies, alusivas al carácter ascético de la nueva orden cuya aprobación por el papa se representa en segundo término.

Pedro Fernández Pecha, llamado fray Pedro de Guadalajara (Guadalajara, c. 1326-Monasterio de Guadalupe, 1402), fundó con Fernando Yáñez Figueroa y un reducido número de eremitas retirados en la ermita de Nuestra Señora del Castañar, cerca de Toledo, la Orden de San Jerónimo, aprobada por el papa Gregorio XI en 1373.

## Biografía
Descendiente de una familia italiana en su origen, los Pecci, fue hijo de Fernán Rodríguez Pecha, un destacado funcionario de la corte de Alfonso XI, y de Elvira Martínez, camarera mayor de la reina María de Portugal, señora de Guadalajara. Todavía en vida de su padre —que optó por llevar una vida retirada en sus posesiones de Guadalajara— heredó el mayorazgo instituido en su favor y el puesto de tesorero mayor que ocupó en los últimos años del reinado de Alfonso XI, implicándose en importantes operaciones financieras, como la explotación de las minas Almadén y la recaudación del servicio general con motivo de la campaña de Gibraltar. Pero como otros altos funcionarios de la corte de Alfonso, con la llegada al trono de Pedro I se vio desplazado de sus cargos y será entonces cuando decida dar un giro a su vida, renunciando al mayorazgo y fortuna. Previamente Pedro Fernández Pecha había estado casado, aunque se desconoce el nombre de su mujer, con la que había tenido cuatro hijos. Su muerte y la de una de sus hijas, Elvira, pudo ser otro factor determinante en su decisión de cambiar de vida.
Siguiendo las profecías del sienés Tomasso Unzio o Tomasuccio da Foligno (1319-1377), que en tiempos de crisis como los que se vivían en la Europa occidental y en la Iglesia había anunciado la descensión del Espíritu Santo en España, un grupo de eremitas, algunos de ellos llegados de Italia, deseosos de imitar el modo de vida ascético y retirado de san Jerónimo y refundar su orden, como anunciaba santa Brígida de Suecia, se habían instalado en parajes solitarios de la Península. A los establecidos en el Castañar (Toledo) se había unido, tras renunciar a sus prebendas eclesiásticas, Fernando Yáñez de Figueroa, compañero de infancia de Fernández Pecha y canónigo de Toledo.  Tras una primera entrevista en el Castañar en 1366, Pedro Fernández decidió adoptar el modo de vida de su antiguo compañero y se reunió con él en la ermita de Nuestra Señora de Villaescusa, en las riberas del río Tajuña, actualmente un despoblado de Orusco de Tajuña (Madrid), a donde se había trasladado buscando mayor soledad. En algún momento se les incorporó también el hermano menor de Pedro, Alfonso Fernández Pecha, que renunció al obispado de Jaén para hacerse anacoreta, y en 1370, antes de la fundación de la nueva orden, marchó a Italia a encontrarse con Brígida de Suecia, de quien fue último confesor y redactor definitivo de sus revelaciones.
Hostigados por las órdenes constituidas y en especial por los terciarios franciscanos, que les acusaban de begardos o beguinos, en 1367 se instalaron en Lupiana (Guadalajara), en torno a una antigua ermita dedicada a san Bartolomé, donde decidieron proceder a la fundación de una nueva comunidad. Para solicitar la aprobación papal Pedro Fernández Pecha marchó con Pedro Román a Aviñón donde Gregorio XI les dio su aprobación por medio de la bula Sane petitio o Salvatoris humanae generis de 15 de octubre de 1373, fijándoles como constitución y norma de vida la regla de la orden de san Agustín según la observancia que de ella se hacía en el monasterio eremítico de Santa María del Santo Sepulcro de Florencia. De regreso a España, en 1374, se convirtió en el primer prior del monasterio de San Bartolomé de Lupiana, el primero de la nueva orden, aunque nunca llegó a ordenarse de sacerdote y permaneció poco tiempo en él pues inmediatamente marchó a Toledo para fundar el monasterio de Nuestra Señora de la Sisla. Ya anciano pasó al de Guadalupe, del que era prior fray Fernando Yáñez. Murió en él en 1402, «no se sabe el mes, ni día, tanto descuydo huvo en esto».
Dejó escritos unos Soliloquios, desconocidos por fray José de Sigüenza y publicados muchos años después de su muerte, en los que da muestras de su espiritualidad y buena formación literaria.